# Jett Klyne
Jett Klyne (* 14. Juni 2009) ist ein US-amerikanischer Kinderdarsteller. Bekanntheit erlangte er durch die Rolle des Tommy Maximoff aus der Serie WandaVision.

## Leben und Karriere
Jett Klyne wurde 2009 in den USA geboren. Seine Eltern, Paul und Destee Klyne, übernahmen selbst einige Schauspielrollen in Film und Fernsehen. Er selbst sammelte als Darsteller in Werbespots erste Erfahrungen vor der Kamera. Bereits im Jahr seiner Geburt wirkte er in einem Werbespot für Babynahrung mit. Später folgten Werbeauftritte, die während des Super Bowl Sunday ausgestrahlt wurden. Klyne war erstmals 2013 im Independentfilm Heart of Dance erstmals in einer Schauspielrolle vor der Kamera zu sehen. Bald darauf folgten in erster Linie Auftritte in Fernsehfilmen, bevor er unter anderem in den Serien Supernatural, Beyond, Akte X – Die unheimlichen Fälle des FBI, Colony und Supergirl in Gastrollen besetzt wurde. 2016 trat er im Horrorfilm The Boy auf. 2018 stellte er in einer Episode der Serie Chilling Adventures of Sabrina die jüngere Version des von Ross Lynch verkörperten Harvey Kinkle dar. Im selben Jahr wurde er in einer kleinen Rolle im Actionfilm Skyscraper besetzt. 2021 verkörperte er in der Miniserie WandaVision, die Teil des Marvel Cinematic Universe ist, Tommy Maximoff, den Sohn der Titelfiguren Wanda Maximoff und Vision. Diese Rolle übernahm er auch in dem 2022 erschienenen Marvel-Film Doctor Strange in the Multiverse of Madness.

## Filmografie (Auswahl)
- 2013: Heart of Dance
- 2015: The Nightmare (Kurzfilm)
- 2016: The Boy
- 2016: Supernatural (Fernsehserie, Episode 11x15)
- 2017: Beyond (Fernsehserie, Episode 1x02)
- 2017: Devil in the Dark
- 2017: The Humanity Bureau – Flucht aus New America (The Humanity Bureau)
- 2018: Akte X – Die unheimlichen Fälle des FBI (The X-Files, Fernsehserie, Episode 11x01)
- 2018: Colony (Fernsehserie, Episode 3x03)
- 2018: Skyscraper
- 2018: Chilling Adventures of Sabrina (Fernsehserie, Episode 1x03)
- 2018: Supergirl (Fernsehserie, Episode 4x05)
- 2019: Deadly Class (Fernsehserie, Episode 1x04)
- 2019: Z
- 2019: Puppet Killer
- 2020: Writing Kim
- 2021: WandaVision (Fernsehserie, 5 Episoden)
- 2022: Doctor Strange in the Multiverse of Madness
- 2023: The Boy in the Woods – Überleben ist alles (The Boy in the Woods)